# Husdjurens hemliga liv 2
Husdjurens hemliga liv 2 (originaltitel: The Secret Life of Pets 2) är en amerikansk animerad komedifilm från 2019, producerad av Illumination Entertainment och utgiven av Universal Pictures.

## Svenska röster
- Max - Erik Haag
- Snöboll - Kodjo Akolor
- Gidget - Mikaela Ardai Jennefors
- Duke - Fredde Granberg
- Daisy	- Gladys del Pilar
- Tuppen - Frej Lindqvist
- Liam - Agathon Hylén Berglund
- Chloe	- Maria Möller
- Sergei - Erik Johansson
- Pops - Bengt Järnblad
- Katie	 - Sofia Ledarp
- Buddy - Özz Nûjen
- Mel - Gustaf Hammarsten
- Norman - Kim Sulocki